# Boreothrinax shewelli
Boreothrinax shewelli is een vliegensoort uit de familie van de Pyrgotidae. De wetenschappelijke naam van de soort is voor het eerst geldig gepubliceerd in 1978 door Steyskal.